# Luigi Giura

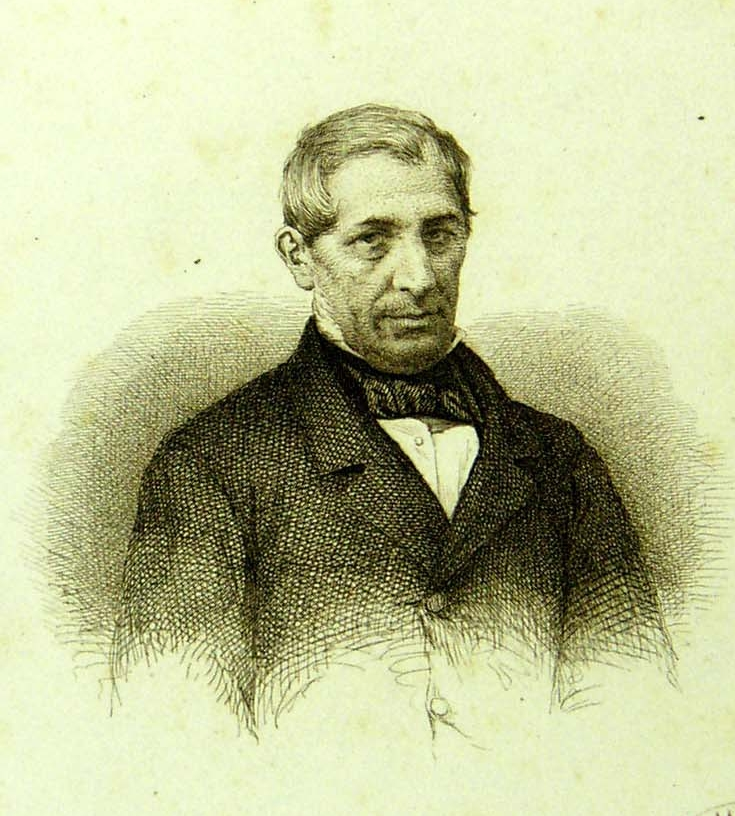
Luigi Giura

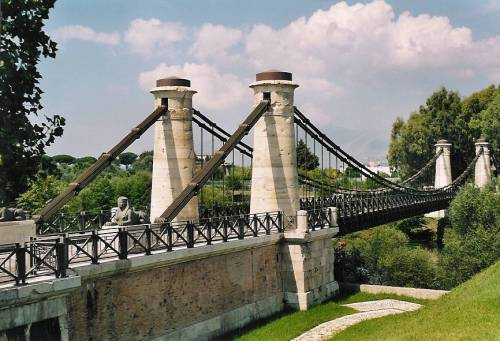
Real Ferdinando sul Garigliano, die erste Hängebrücke Kontinentaleuropas

Luigi Giura (* 14. Oktober 1795 in Maschito; † 1. Oktober 1864 in Neapel) war ein italienischer Ingenieur und Architekt.
Er war ein Inspektor in der Ingenieurgruppe für Brücken und Straßen („Corpo Ponti e Strade“) im Staatsdienst des Königreichs beider Sizilien. Berühmt wurde er für die Konstruktion von Hängebrücken. Die Brücke Real Ferdinando sul Garigliano in Minturno über den Fluss Garigliano (1832) war die erste eiserne Hängebrücke Kontinentaleuropas.

## Leben und Wirken
Giura besuchte zunächst Schulen in Maschito und danach das Priesterseminar in Melfi. Anschließend studierte er in Neapel Brücken- und Straßenbau, wo er 1814 graduierte. Danach trat er als Brücken- und Straßenbauingenieur in den Staatsdienst ein und unternahm Studienreisen nach Frankreich und Großbritannien, um den neuesten Stand der Technik kennenzulernen.
Die erste Kettenhängebrücke Kontinentaleuropas, die Real-Ferdinando-Brücke, wurde von Giura entworfen und konstruiert und von 1828 bis 1832 gebaut. 1943 wurde die Brücke von der deutschen Wehrmacht teilweise zerstört und erst 1998 wieder aufgebaut.
Giura starb am 1. Oktober 1864 in Neapel und wurde auf dem Friedhof Poggioreale beigesetzt. Das Grab befindet sich im sogenannten quadrato degli uomini illustri („Karee für Berühmtheiten“).